# هكتور غيليسبي
هكتور غيليسبي (29 مايو 1901 بأوكلاند في نيوزيلندا - 12 أكتوبر 1954 بأوكلاند في نيوزيلندا) (بالإنجليزية: Hector Gillespie)‏ هو لاعب كريكت نيوزلندي. لعب مع فريق أوكلاند للكريكت ‏.

## وصلات خارجية
- هكتور غيليسبي على موقع إي آس بي آن كريك إنفو (الإنجليزية)